# Республіка Китай
Респу́бліка Кита́й, або Кита́йська Респу́бліка (кит. трад. 中華民國, піньїнь: Zhonghua Minguo, акад. Чжунхуа Міньґо, буквально «Кита́йська Респу́бліка»), відома також як Тайва́нь або Кита́йський Тайбей — держава  у Східній Азії. У першій половині XX ст. була однопартійною країною, визнаною міжнародною спільнотою, що мала юрисдикцію над материковим Китаєм; проте з другої половини століття є демократичною державою, що контролює лише острів Тайвань і низку інших дрібних островів, хоча де-факто підтримує відносини з багатьма іноземними державами.
До 1949 року була єдиним міжнародно визнаним представником Китаю, і як така була членом-засновником ООН і одним із п'яти постійних членів Ради Безпеки ООН. 1971 року Республіка Китай поступилася місцем в ООН Китайській Народній Республіці — відтоді ООН і велика частина світової спільноти офіційно визнають юрисдикцію КНР як над материковим Китаєм, так і над Тайванем і Пенху.
Головний острів Тайвань, також відомий як Формоза, лежить між Східно- та Південно-Китайським морем в північно-західній частині Тихого океану з Китайською Народною Республікою (КНР) на північному заході, Японією на північному сході та Філіппінами на півдні. Його площа становить 35 808 квадратних кілометрів (13 826 квадратних миль), на східних двох третинах домінують гірські хребти, а на західній третині – рівнини, де зосереджено високоурбанізоване населення. Об’єднані території під контролем РК складаються з 168 островів загальною площею 36 193 квадратних кілометрів (13 974 квадратних миль). Найбільшу агломерацію утворюють Тайбей (столиця), Новий Тайбей і Цзілун (Кілун). З приблизно 23,9 мільйонами жителів Тайвань є однією з найбільш густонаселених країн.
Тайвань був заселений щонайменше 25 000 років тому. Предки корінних народів Тайваню заселили острів приблизно 6000 років тому. У 17 столітті широкомасштабна імміграція ханьців почалася в голландській колонії і продовжилася в Королівстві Туннін, першій переважно китайській державі в історії Тайваню. Острів був анексований у 1683 році китайською династією Цін і переданий Японській імперії в 1895 році. Республіка Китай, яка повалила Цін у 1912 році під проводом Сунь Ятсена, взяла острів під свій контроль після капітуляції Японії у 1945 році. Негайне відновлення громадянської війни в Китаї призвело до втрати материкової частини Китаю перед комуністичними силами, які заснували Китайську Народну Республіку, та до втечі центрального уряду РК на Тайвань у 1949 р. Ефективна юрисдикція РК відтоді була обмежена Тайванем, Пенху та меншими островами.
На початку 1960-х відбулося швидке економічне зростання та індустріалізація, яку називають «тайванським дивом». Наприкінці 1980-х і на початку 1990-х років Республіка Китай перейшла від однопартійного режиму та воєнного стану до багатопартійної демократії з демократично обраними президентами, починаючи з 1996 року. Експортно-орієнтована економіка Тайваню є 21-ю за розміром у світі за номінальним ВВП і займає 20-е місце за показниками паритету купівельної спроможності. Економіка зосереджена на сталі, машинобудуванні, електроніці та хімічному виробництві. Тайвань є розвиненою країною. Його високо оцінюють з точки зору громадянських свобод, охорони здоров’я та людського розвитку.
Політичний статус Тайваню є спірним. Незважаючи на те, що РК є членом-засновником ООН, вона більше не представляє Китай після того, як члени ООН проголосували в 1971 році за визнання КНР. РК зберігала свої претензії бути єдиним законним представником Китаю та його території до 1991 року, коли вона припинила розглядати Комуністичну партію Китаю як бунтівну групу та визнала її контроль над материковим Китаєм. На Тайвань претендує КНР, яка відмовляється встановлювати дипломатичні відносини з країнами, які визнають РК. Тайвань підтримує офіційні дипломатичні відносини з 11 із 193 держав-членів ООН і Святим Престолом. Багато інших підтримують неофіційні дипломатичні відносини через представництва та установи, які де-факто функціонують як посольства та консульства. Міжнародні організації, в яких бере участь КНР, або відмовляють у членстві Тайваню, або дозволяють йому брати участь на недержавній основі. Усередині країни основні політичні суперечки відбуваються між партіями, які виступають за остаточне об’єднання Китаю та сприяють загальнокитайській ідентичності, на відміну від тих, що прагнуть до офіційного міжнародного визнання та сприяють тайванській ідентичності; у 21 столітті обидві сторони пом’якшили свої позиції, щоб розширити свою привабливість.

## Етимологія
Окрім офіційної назви держави у засобах масової інформації широко використовують метонімічні назви: Тайва́нь (кит.: 臺灣) — від однойменної назви острова, що наразі контролюється урядом Китайської Республіки; Китайський Тайбей (кит.: 中華台北) — від назви міста, у якому розміщується уряд республіки.
У деяких контекстах, зокрема в урядових публікаціях РК, назва пишеться як «Республіка Китай (Тайвань)», «Республіка Китай/Тайвань» або іноді «Тайвань (РК)».

### Назви острову
У своїй «Daoyi Zhilüe» (1349) Ван Даюань використовував «Liuqiu» як назву для острова або його частини, найближчої до Пенху. В інших місцях ця назва використовувалася для островів Рюкю загалом або окремо для Окінави; ім'я Ryūkyū є японською формою Liúqiú. Ім'я також зустрічається в Книзі Суй (636) та інших ранніх роботах, але вчені не можуть дійти згоди щодо того, чи стосуються ці посилання Рюкю, Тайваня чи навіть Лусона.
Назва Формоза (福爾摩沙) датується 1542 роком, коли португальські мореплавці помітили його на своїх картах як Ілья-Формоза (португальською означає «гарний острів»). Назва Формоза згодом «витіснила всі інші в європейській літературі» і залишалася загальновживаною серед англомовних до 20 століття.
У 1603 році китайський експедиційний флот став на якір у місці на Тайвані під назвою Даюань, варіант «Тайваню». На початку 17-го століття голландська Ост-Індська компанія заснувала комерційний пункт у форті Зеландія (сучасний Аньпін) на прибережній піщаній косі під назвою «Тайоуань» за етнонімом сусіднього тайванського аборигенного племені, можливо, тайвоанців. Ця назва також була прийнята в китайській народній мові як назва піщаної коси та прилеглої території (Тайнань). Сучасне слово «Тайвань» походить від цього вживання, яке в китайських історичних записах написано різними транслітераціями (大員，大圓，大灣，臺員，臺圓 або 臺窩灣). Територія, яку займає сучасний Тайнань, була першим постійним поселенням як європейських колоністів, так і китайських іммігрантів. Поселення стало найважливішим торговим центром острова і служило його столицею до 1887 року.
Використання нинішньої китайської назви (臺灣 / 台灣) стало офіційним ще в 1684 році за часів династії Цін із заснуванням префектури Тайвань із центром у сучасному Тайнані. Завдяки швидкому розвитку вся тайванська суша з часом стала відома як «Тайвань».

## Історія

Республіка Китай станом на 1937 рік (темнозеленим виділено Тайвань, світлозеленим — втрачені після Другої світової війни землі)

Наприкінці XVI ст. на острів почалася імміграція китайців із прибережних провінцій Гуандун та Фуцзянь; 1624—1662 роки — у південній частині острова Тайвань існує колонія голландської Ост-Індської компанії, а в північній частині у 1626—1642 роках іспанська колонія; у 1662 році прихильник династії Мін Чжен Ченгун виганяє голландців з острова й засновує власне незалежне володіння; 1683 рік — острова захопили війська династії Цін;
Республіка Китай заснована 1912 року. Вона займала більшу частину материкового Китаю та Монголії. Наприкінці Другої світової війни, у рамках капітуляції Японії, Республіка Китай збільшила свою територію за рахунок групи островів Тайвань і Пенху. Коли 1949 року Китайська Національна Народна партія (Ґоміндан, кит. 國民黨, пін. Guómíndǎng) програла громадянську війну Комуністичній партії Китаю, уряд Республіки Китай переїхав на Тайвань (острів) до тимчасової столиці Тайбей, у той час як комуністи створили Китайську Народну Республіку (КНР) у материковому Китаї з центром у Пекіні. Відтоді Республіка Китай контролює Тайвань, Пенху, Цзіньминь, Мацзу та інші дрібніші острови. На початку холодної війни вона була визнана багатьма західними країнами та Організацією Об'єднаних Націй як єдиний законний уряд Китаю.
Націоналістичний уряд Китаю на чолі з Чан Кайші (Цзян Цзєши кит. 蔣介石, пін. Jiǎng Jièshí) втік на Тайвань після комуністичної революції в Китаї 1949 й домінував на острові, висловлюючи претензії на материкову частину до 1970-х, але його вже більше не визнавали США й західні держави як легітимний уряд Китаю після ухвали 1971 р. резолюції ООН про визнання права КНР на представництво в цій організації.
У 1975 Чан Кайші помер. Його син Цзян Цзін-го почав проводити політику поступової демократизації й «тайванізації».
У 1989 партія Ґоміндан перемогла на перших вільних виборах. 1991 року президент Лі Денхуей оголосив кінець стану громадянської війни з КНР; до чинної конституції 1947 року було внесено суттєві зміни, почато кампанію за одержання незалежності.
Відповідно до Конституції, Республіка Китай не відмовилася від своїх претензій на весь Китай, хоча активно не заявляє про них на міжнародній арені. Політичні сили Республіки займають різні позиції у питанні проголошення суверенітету Тайваню. Обидва колишні президенти Республіки, Лі Денхуей і Чень Шуйбянь, дотримувалися думки, що РК є суверенною і незалежною державою, окремою від материкового Китаю, тому необхідності в офіційній декларації незалежності немає. З іншого боку, президент Ма Їнцзю висловив думку, що РК є суверенною і незалежною країною, яка має у своєму складі як Тайвань, так і материковий Китай.

### Головні події

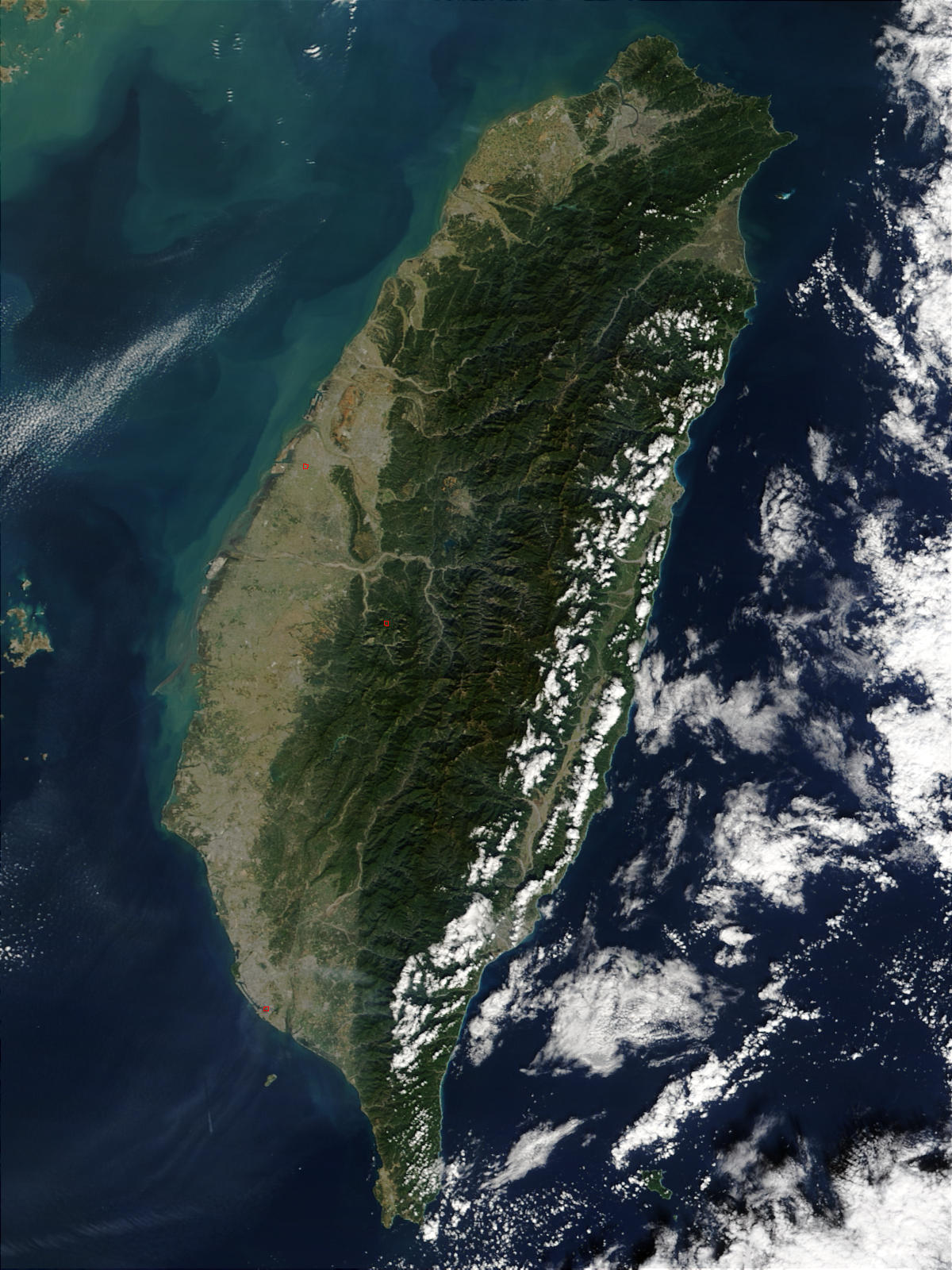
Тайвань із космосу

- 1945: Капітуляція Японії у Другій світові війні. Тайвань стає частиною Республіки Китай.
- 1947: Повстання тайванців проти Ґоміньдану. Запровадження воєнного стану.
- 1949: Поразка Ґоміньдану у громадянській війні у Китаї. Масова втеча прихильників Чан Кайші на Тайвань.
- 1971: Республіка Китай поступається місцем в ООН Китайській Народній Республіці.
- 1987: Воєнний стан на Тайвані скасовано. Починається демократизація країни.
- 2000: Президентом стає представник Демократичної партії Чен Шуйбян.

## Географія
Лежить на острові Тайвань. Острів, також знаний як Формоза (від порт. Ilha Formosa — «гарний острів»), розташований у південній частині Східної Азії, на південь та схід від континентального Китаю. На сході і південному сході Тайвань межує з водами Японії і островами Рюкю. На південь від нього розташовані Філіппіни. Тайвань омивається Тихим океаном на сході, Південнокитайським морем і Лусонською протокою на півдні, Тайванською протокою на заході і Східнокитайським морем на півночі. Площа острова становить 35 801 км², довжина — 394 км, ширина — 144 км. На Тайвані переважають скелясті уступчасті гори вкриті тропічними і субтропічними лісами.
Республіка Китай також володіє Охрідськими островами, Зеленими островами в Тихому океані, а також Пескадорськими, Кінменськими і островами Мацзу.

## Уряд і політика
Республіка Китай є демократичною країною з президентсько-парламентською формою правління і загальним виборчим правом.

### Уряд
Очільник держави — президент Цай Інвень (蔡英文) з 2016 року), очільник уряду — Вільям Лай (賴清德) з 2017 року; політична система — демократія, що розвивається.

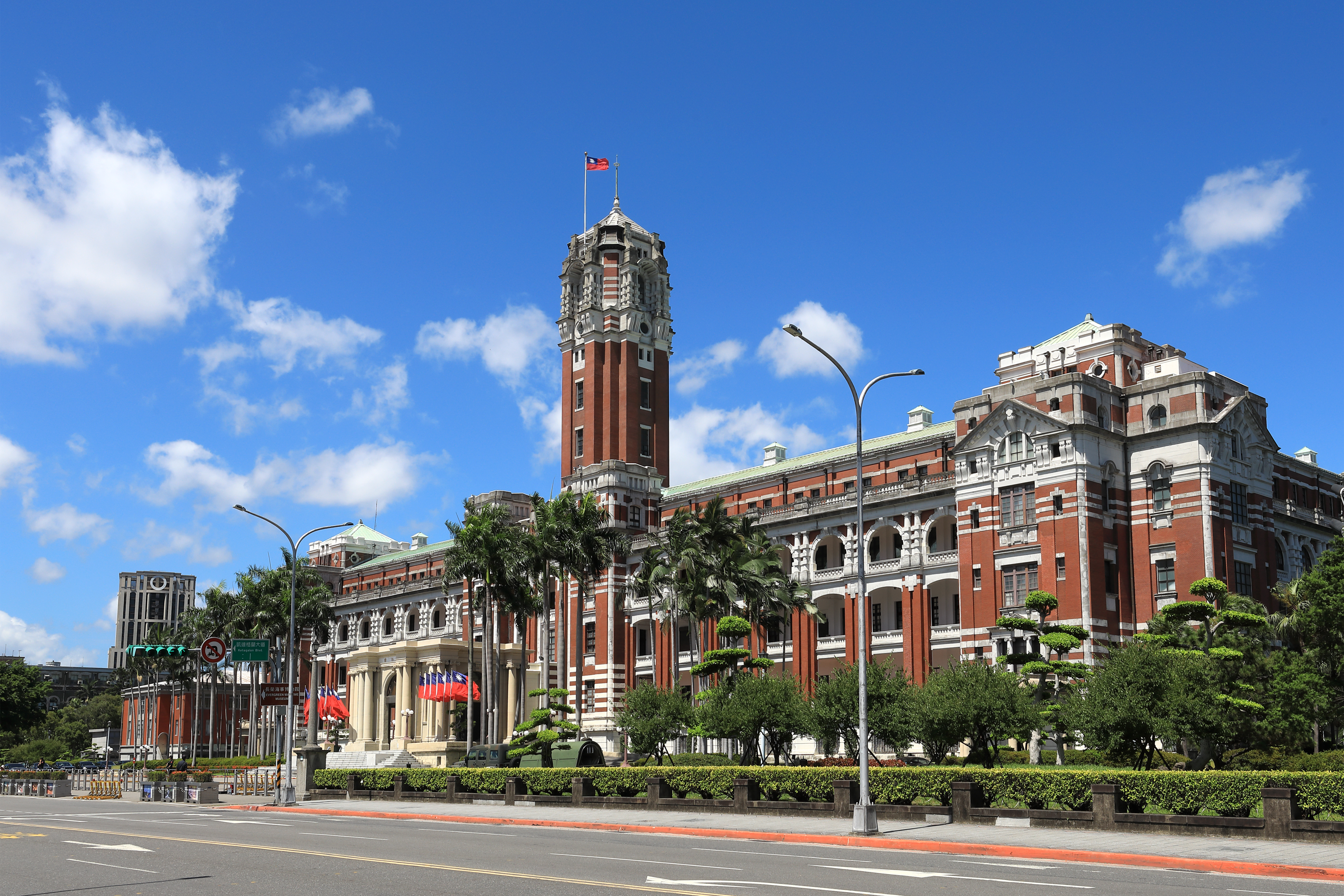
Всенародно обраний президент Тайваню проживає в будівлі президентського офісу в Тайбеї, побудованій в японську епоху для колоніальних губернаторів.

Уряд Республіки Китай був заснований на Конституції 1947 року та її "Трьох народних принципах", в яких зазначено, що РК «є демократичною республікою народу, яка управляється народом і для народу». У 1990-х роках вона зазнала значних змін, відомих під загальною назвою «Додаткові статті». Уряд поділяється на п'ять гілок (юанів): Виконавчий Юань (кабінет міністрів), Законодавчий Юань (Конгрес або парламент), Судовий Юань, Контрольний Юань (ревізійне відомство) та Екзаменаційний Юань (відомство, що проводить іспити на державну службу).

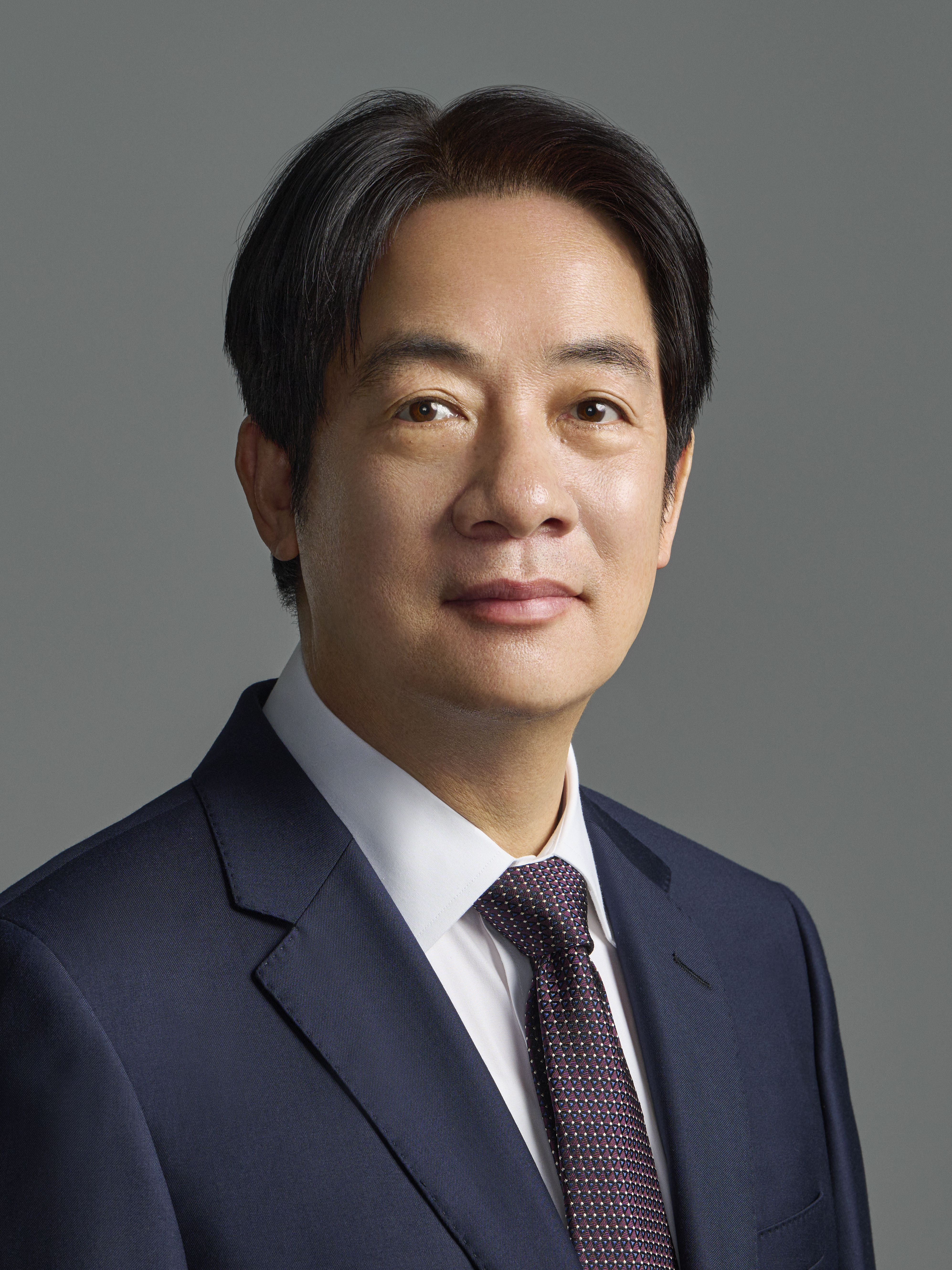
Лай Цінде, президент РК

Главою держави і головнокомандувачем збройних сил є президент, який обирається всенародним голосуванням максимум на 2 чотирирічні терміни в одному списку з віце-президентом. Президент призначає членів Виконавчого Юаня як свого кабінету (ці члени відповідають за політику та адміністрування), включаючи прем'єр-міністра, який офіційно є головою Виконавчого Юаня.
Головним законодавчим органом є однопалатний Законодавчий Юань зі 113 місцями. Сімдесят три депутати обираються загальним голосуванням в одномандатних виборчих округах; тридцять чотири обираються за пропорційною системою (на основі пропорції голосів виборців, отриманих політичними партіями-учасницями в окремому голосуванні за партійними списками); і шість обираються у двох тримандатних округах для корінних народів. Представники служать чотирирічний термін. Спочатку однопалатні Національні збори, як постійний конституційний конвент і колегія виборщиків, виконували деякі парламентські функції, але у 2005 році Національні збори були скасовані, а право вносити конституційні поправки було передано Законодавчому Юаню і всім виборцям Республіки через референдуми

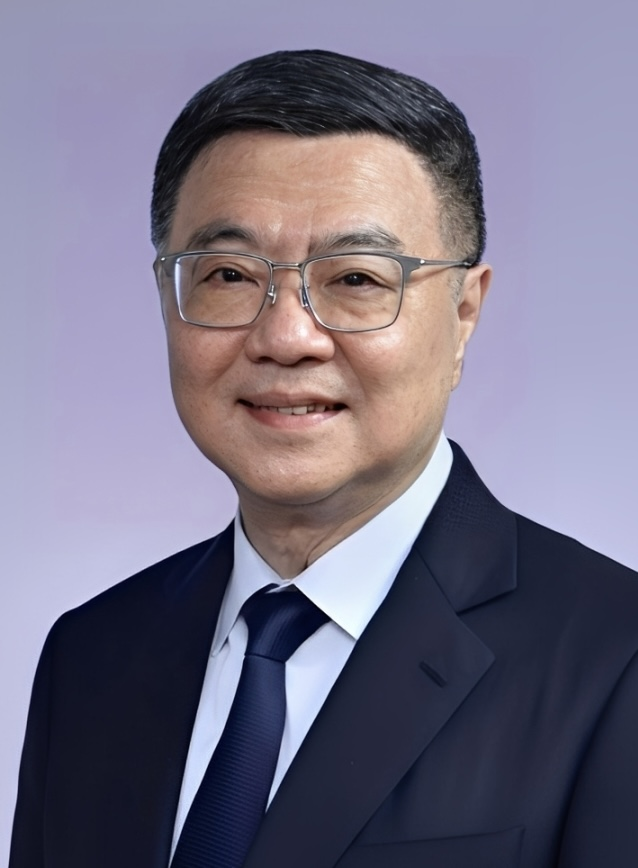
Чжо Жунтай, прем'єр-міністр РК

Прем'єр-міністр обирається президентом без необхідності затвердження законодавчим органом, і ні президент, ні прем'єр-міністр не мають права вето. Історично склалося так, що в РК домінувала однопартійна політика сильної руки. Ця спадщина призвела до того, що виконавча влада в даний час зосереджена в офісі президента, а не прем'єр-міністра
Судовий Юань є найвищим судовим органом. Він тлумачить Конституцію та інші закони і укази, розглядає адміністративні позови та притягує до дисциплінарної відповідальності державних службовців. Президент (голова) і віце-президент (заступник голови) Судового Юаня та ще тринадцять суддів утворюють Раду верховних суддів. Вони призначаються президентом за згодою Законодавчих зборів за поданням президента. Найвища судова інстанція, Верховний суд, складається з низки цивільних і кримінальних палат, кожна з яких складається з головуючого судді та чотирьох помічників судді, які призначаються довічно. У 1993 році було створено окремий Конституційний суд для вирішення конституційних спорів, регулювання діяльності політичних партій та прискорення процесу демократизації. Суд присяжних відсутній, але право на справедливий публічний суд захищається законом і дотримується на практиці; у багатьох справах головують кілька суддів
Контрольний Юань є наглядовим органом, який стежить за діями виконавчої влади. Його можна вважати постійною комісією з адміністративних розслідувань, на кшталт Рахункової палати Європейського Союзу або Управління урядової підзвітності Сполучених Штатів. Він також відповідає за Національну комісію з прав людини.
Екзаменаційний Юань відповідає за перевірку кваліфікації державних службовців. Вона заснована на імперській системі іспитів, що використовувалася в династичному Китаї. Його можна порівняти з Європейським бюро з відбору персоналу Європейського Союзу або Управлінням кадрової служби США. У 2019 році вона була скорочена, і лунали заклики до її скасування.

### Конституція
Конституція була розроблена КМТ, коли РК все ще керувала материковою частиною Китаю. Політичні реформи, що розпочалися наприкінці 1970-х років, призвели до скасування воєнного стану в 1987 році, а на початку 1990-х років Тайвань перетворився на багатопартійну демократію. Конституційна основа для цього переходу до демократії була поступово закладена в Додаткових статтях Конституції. Ці статті призупинили дію частин Конституції, призначених для управління материковим Китаєм, і замінили їх статтями, адаптованими для управління та гарантування політичних прав мешканців Тайванської зони, як це визначено в Законі про перетин протоки.
Національні кордони не були чітко прописані в Конституції 1947 року, і Конституційний суд відмовився визначати ці кордони в інтерпретації 1993 року, розглядаючи це питання як політичне питання, яке має бути вирішене Виконавчим та Законодавчим Юанями. Конституція 1947 року містила статті, що стосувалися представників колишніх територій династії Цін, включаючи Тибет і монгольські хошуни (райони). РК визнала Монголію як незалежну країну в 1946 році після підписання китайсько-радянського Договору про дружбу і союз 1945 року, але після відступу до Тайваню в 1949 році вона відмовилася від нього, щоб зберегти свої претензії на материковий Китай. Додаткові статті 1990-х років не змінили національні кордони, але призупинили дію статей щодо монгольських і тибетських представників. У 2002 році РК почала приймати монгольські паспорти і вилучила пункти, що стосуються Зовнішньої Монголії, з Закону, що регулює відносини між населенням Тайваню і материкової частини Китаю. У 2012 році Рада у справах материкової частини опублікувала заяву, в якій роз'яснила, що Зовнішня Монголія не була частиною національної території РК у 1947 році. Комісія у справах Монголії та Тибету при Виконавчому Юані була скасована у 2017 році.

### Основні табори
Політична сцена Тайваню поділена на два основні табори з точки зору "відносин між двома протоками", тобто того, як Тайвань повинен ставитися до Китаю або КНР. "Пан-зелена коаліція" (наприклад, Демократична прогресивна партія) виступає за незалежність, а "пан-блакитна коаліція" (наприклад, Гоміндан) - за об'єднання. Помірковані представники обох таборів розглядають Китайську Республіку як суверенну незалежну державу, але Пан-зелена коаліція розглядає КНР як синонім Тайваню (див. "теорія чотирьох етапів Республіки Китай"), тоді як помірковані представники Пан-блакитної коаліції розглядають її як синонім Китаю (див. "Консенсус 1992 року"). Ці позиції сформувалися на тлі антисепаратистського закону КНР, який загрожує застосуванням «немирних засобів» у відповідь на формальну незалежність Тайваню. Уряд РК розуміє під цим військове вторгнення на Тайвань.

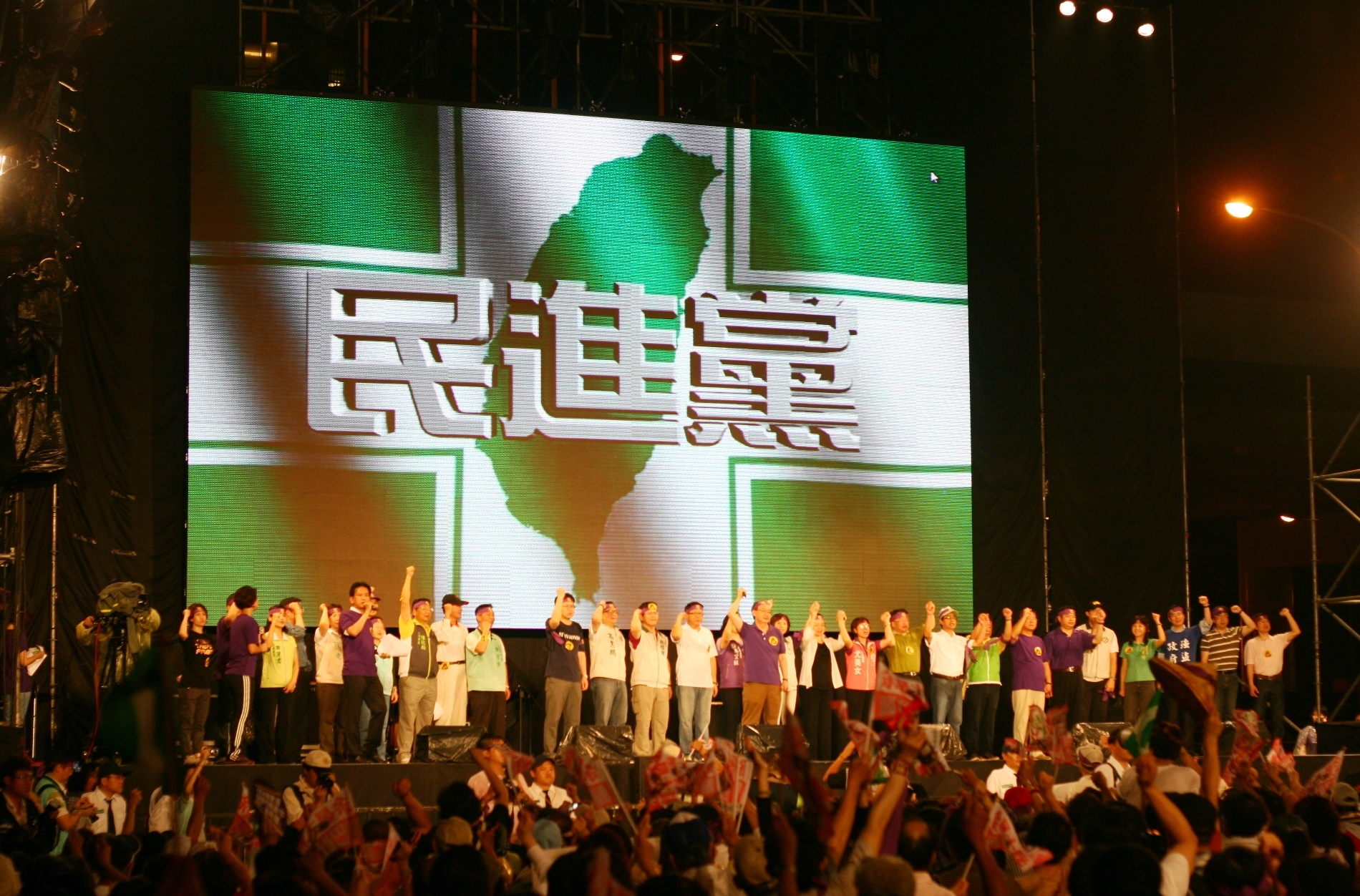
Захід Демократичної прогресивної партії в Тайбеї

Пан-зелену коаліцію в основному очолюють Демократична прогресивна партія (ДПП), Тайванська державотворча партія (ТДП) і Партія зелених (ПЗ), які виступають за незалежність. Вони виступають проти ідеї, що Тайвань є частиною Китаю, і прагнуть широкого дипломатичного визнання і, зрештою, офіційного проголошення незалежності Тайваню. У вересні 2007 року тодішня правляча ДДП схвалила резолюцію, в якій стверджувалася окрема ідентичність від Китаю і містився заклик до ухвалення нової конституції «звичайної країни». Вона також закликала до загального використання назви «Тайвань» як назви країни, не скасовуючи її офіційної назви «Китайська Республіка». Назва «Тайвань» стала використовуватися все частіше після виникнення руху за незалежність Тайваню. Деякі члени коаліції, такі як колишній президент Чень Шуйбянь, стверджують, що немає необхідності проголошувати незалежність, оскільки «Тайвань вже є незалежною, суверенною країною», а Китайська Республіка - це те ж саме, що і Тайвань . Незважаючи на те, що Лі Тенг-хуей був членом Гоміндану до і під час свого президентства, він також дотримувався подібних поглядів і був прихильником руху за тайванізацію. ТДП і ПЗ обрали більш агресивну лінію, ніж ДДП, щоб завоювати прихильність виборців, які виступають за незалежність і незадоволені консервативною позицією ДДП.
Пан-блакитна коаліція, що складається з Гоміндану (ГМД), Першої народної партії (ПНП) та Нової партії, загалом підтримує дух Консенсусу 1992 року, де ГМД стверджувала, що існує єдиний Китай, але що РК та КНР мають різні інтерпретації того, що означає «Китай». Вони виступають за майбутнє об'єднання з Китаєм. Щодо незалежності, то основна позиція Пан-блакитних полягає у збереженні статус-кво, з відмовою від негайного об'єднання. Президент Ма Інцзю заявляв, що за його президентства не буде ні об'єднання, ні проголошення незалежності. Деякі члени Пан-блакитної коаліції прагнуть покращити відносини з КНР, зосереджуючись на покращенні економічних зв'язків.

### Національнаа ідентичність

Результати опитування щодо ідентичності, проведеного щороку з 1992 по 2020 рік Центром вивчення виборів Національного університету Ченчі. Відповіді: тайванці (зелений колір), китайці (червоний колір) або тайванці та китайці (заштриховано). Сірим кольором позначено відсутність відповіді

Приблизно 84 відсотки населення Тайваню є нащадками китайських іммігрантів, які прибули в період між 1683 і 1895 роками. Інша значна частина походить від ханьців, які іммігрували з материкового Китаю наприкінці 1940-х - на початку 1950-х років. Спільне культурне походження, а також ворожість між конкуруючими РК і КНР призвели до того, що національна ідентичність стала спірним питанням з політичним підтекстом.
Після демократичних реформ і скасування воєнного стану особлива тайванська ідентичність часто перебуває в центрі політичних дебатів. Її визнання робить острів відмінним від материкового Китаю, а отже, може розглядатися як крок до формування консенсусу щодо де-юре незалежності Тайваню
Табір Пан-зелених підтримує переважно тайванську ідентичність (хоча «китайська» може розглядатися як культурна спадщина), тоді як табір Пан-блакитних підтримує переважно китайську ідентичність (з «тайванською» як регіональною/діаспорною китайською ідентичністю) Останніми роками ГМД пом'якшила цю позицію і тепер підтримує тайванську ідентичність як частину китайської ідентичності.
Тайванська ідентифікація значно зросла з початку 1990-х років, тоді як китайська ідентифікація впала до низького рівня, а ідентифікація з обома ідентичностями також зменшилася. У 1992 році 17,6% респондентів ідентифікували себе як тайванці, 25,5% - як китайці, 46,4% - як обидва, а 10,5% не змогли відповісти. У червні 2021 року 63,3 відсотка ідентифікували себе як тайванці, 2,6 відсотка - як китайці, 31,4 відсотка - як обидва, а 2,7 відсотка - не відповіли 
Опитування, проведене на Тайвані дослідницьким центром Global Views Survey в липні 2009 року, показало, що 82,8% респондентів вважають РК і КНР двома окремими країнами, кожна з яких розвивається самостійно, але 80,2% вважають себе членами китайського народу.

#### Громадська думка
Внутрішня громадська думка віддавала перевагу збереженню статус-кво, хоча з 1994 року настрої на користь незалежності постійно зростали. У червні 2021 року щорічне опитування показало, що 28,2% підтримували збереження статус-кво та відкладення рішення, 27,5% - збереження статус-кво на невизначений термін, 25,8% - збереження статус-кво з рухом до незалежності, 5,9% - збереження статус-кво з рухом до об'єднання, 5,7% - не дали відповіді, 5,6% підтримали незалежність якнайшвидше, а 1,5% - об'єднання якнайшвидше. Питання на тайванському референдумі 2018 р. стосувалося того, чи повинні тайванські спортсмени змагатися під назвою «Тайвань» на літніх Олімпійських іграх 2020 року, але воно не пройшло; New York Times пояснила невдачу кампанією, яка застерігала, що зміна назви може призвести до зняття Тайваню «під тиском Китаю».
ГМД, найбільша пан-блакитна партія, підтримує статус-кво на невизначене майбутнє із заявленою кінцевою метою об'єднання. Однак вона не підтримує об'єднання з КНР у короткостроковій перспективі, оскільки така перспектива була б неприйнятною для більшості її членів і громадськості. Ма Інцзю, голова ГМД і колишній президент РК, визначив демократію, економічний розвиток до рівня, близького до рівня Тайваню, і справедливий розподіл багатства як умови, які КНР має виконати, щоб об'єднання відбулося. Ма заявив, що відносини через протоку не є відносинами між двома Китаями або двома державами. Це особливі відносини. Крім того, він заявив, що питання суверенітету між ними наразі не можуть бути вирішені.
Демократична прогресивна партія, найбільша партія Пан-зелених, офіційно прагне незалежності, але на практиці також підтримує статус-кво, оскільки ні незалежність, ні об'єднання не видаються ймовірними в короткостроковій чи навіть середньостроковій перспективі. У 2017 році прем'єр-міністр Тайваню Вільям Лай заявив, що він «політичний діяч, який виступає за незалежність Тайваню», але оскільки Тайвань вже є незалежною країною під назвою Китайська Республіка, у нього немає потреби оголошувати незалежність.

## Адміністративний поділ
Республіка Китай ділиться на дві провінції (кит. 省, пін. shěng, шен) і п'ять міст центрального підпорядкування (кит. 直轄市, пін. zhíxiáshì, чжисяши). Провінції, своєю чергою, діляться на повіти (кит. 縣, пін. xiàn, сянь) і провінційні муніципалітети (кит. 市, пін. shì, ши).

### Провінції
Провінції (кит. трад. 省, піньїнь: shěng, палл.: шен) є скоріше реліктом адміністративного поділу всього Китаю. У Китайській республіці існує дві провінції.
| Назва   | Китайська писемність | Площа, км²  | Населення, осіб | Столиця         | Столиця  |
| ------- | -------------------- | ----------- | --------------- | --------------- | -------- |
| Тайвань | 臺灣省，台灣省       | 26 330,9577 | 9 242 980       | Чжунсинсиньцунь | 中興新村 |
| Фуцзянь | 福建省               | 180,4560    | 107 308         | Цзиньчен        | 金城鎮   |

### Міста центрального підпорядкування

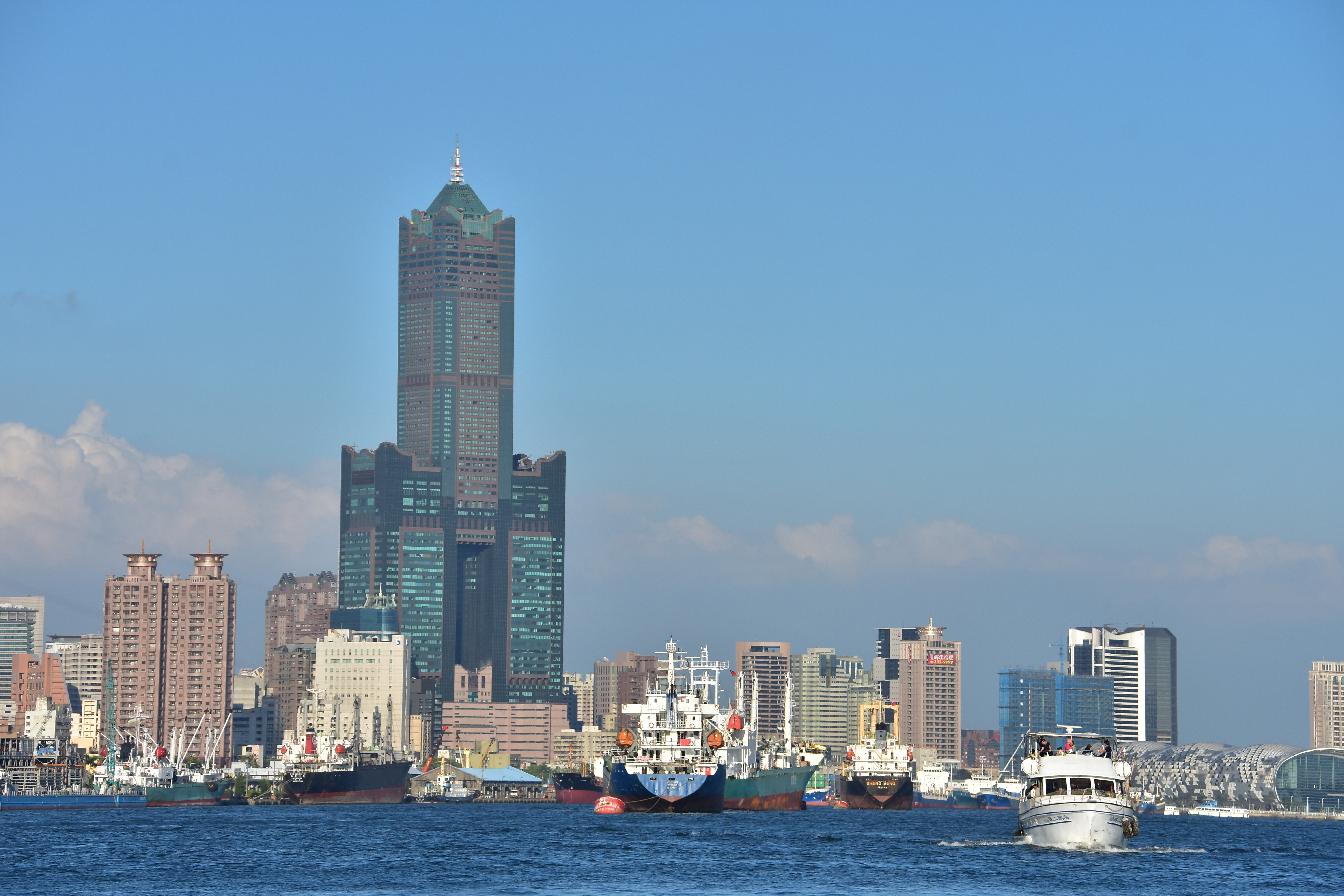
Гаосюн

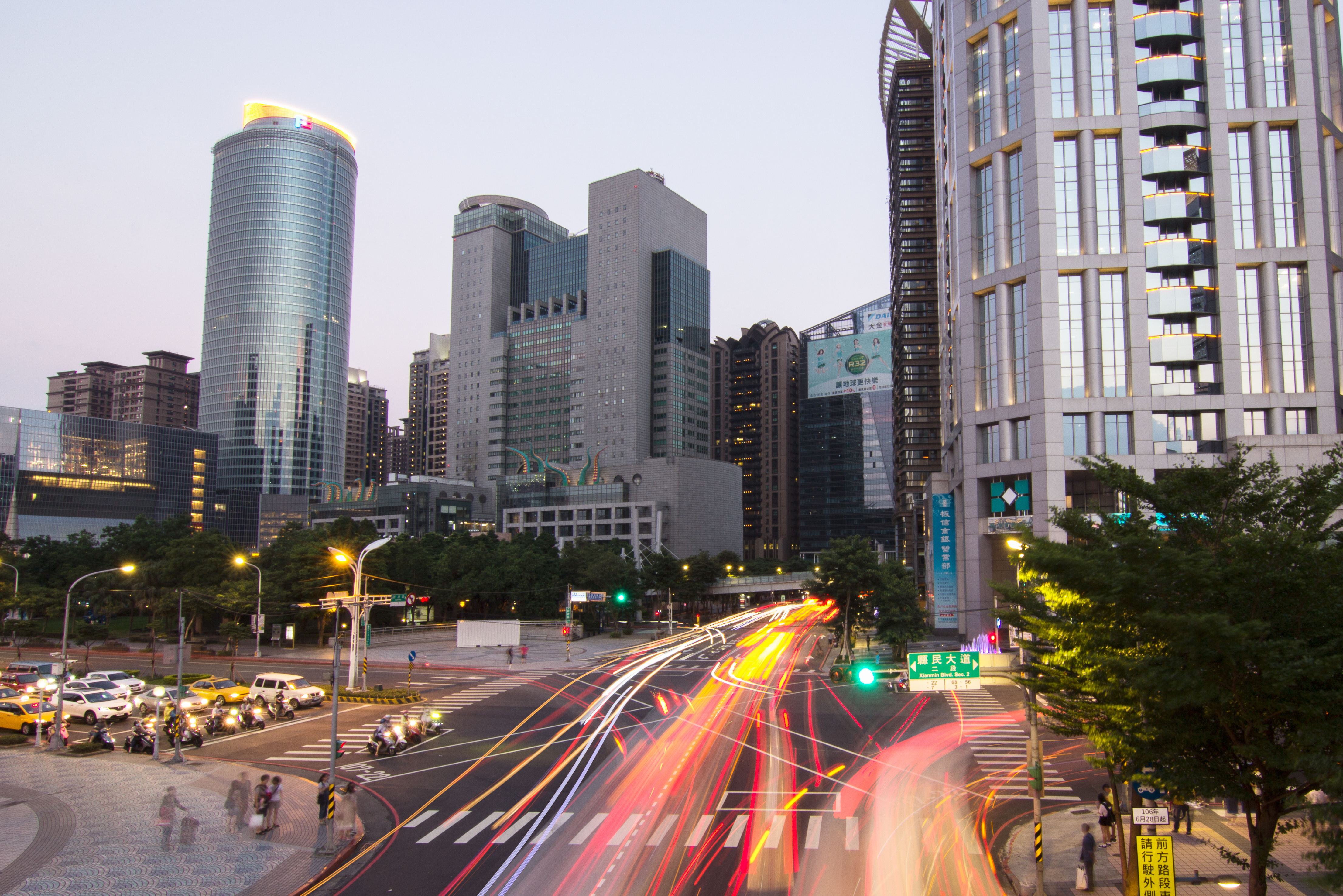
Новий Тайбей

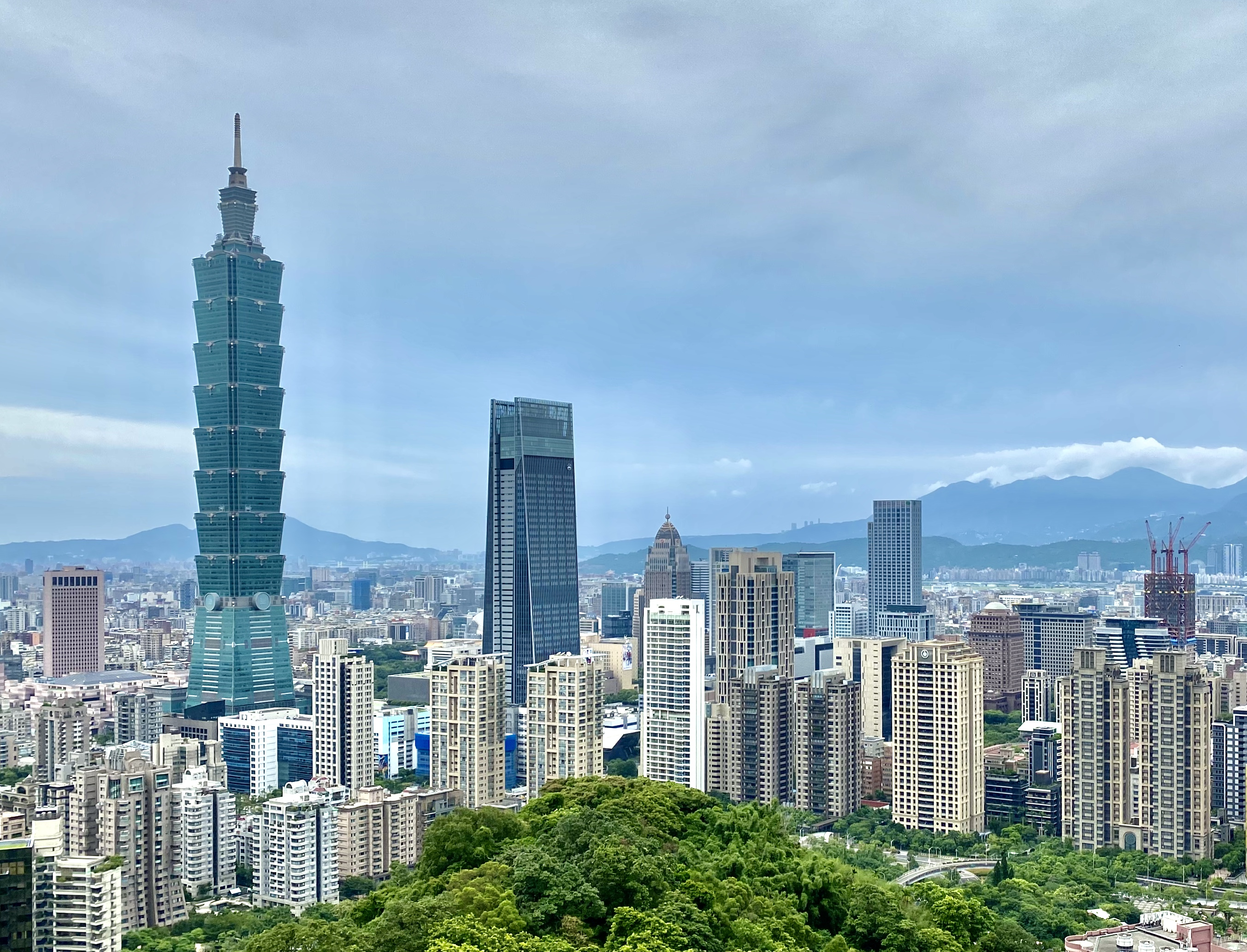
Тайбей

Міста центрального підпорядкування (кит. трад. 直轄市, пиньинь: zhíxiáshì, палл.: чжисяши) виділені з провінцій. У Китайській республіці існує п'ять міст центрального підпорядкування.
| Назва        | Китайська писемність | Прапор | Площа, км² | Населення, осіб | Дата       |
| ------------ | -------------------- | ------ | ---------- | --------------- | ---------- |
| Гаосюн       | 高雄市               |        | 2 946,2527 | 2 769 072       | 01.01.1979 |
| Новий Тайбей | 新北市               |        | 2 052,5667 | 3 849 492       | 25.12.2010 |
| Тайбей       | 臺北市，台北市       |        | 271,7997   | 2 622 933       | 01.07.1967 |
| Тайнань      | 臺南市，台南市       |        | 2 191,6531 | 1 873 681       | 25.12.2010 |
| Тайчжун      | 臺中市，台中市       |        | 2 214,8968 | 2 629 323       | 25.12.2010 |
| Таоюань      | 桃園市               |        | 1 220,9540 | 2 092 977       | 25.12.2014 |

### Міста провінційного підпорядкування

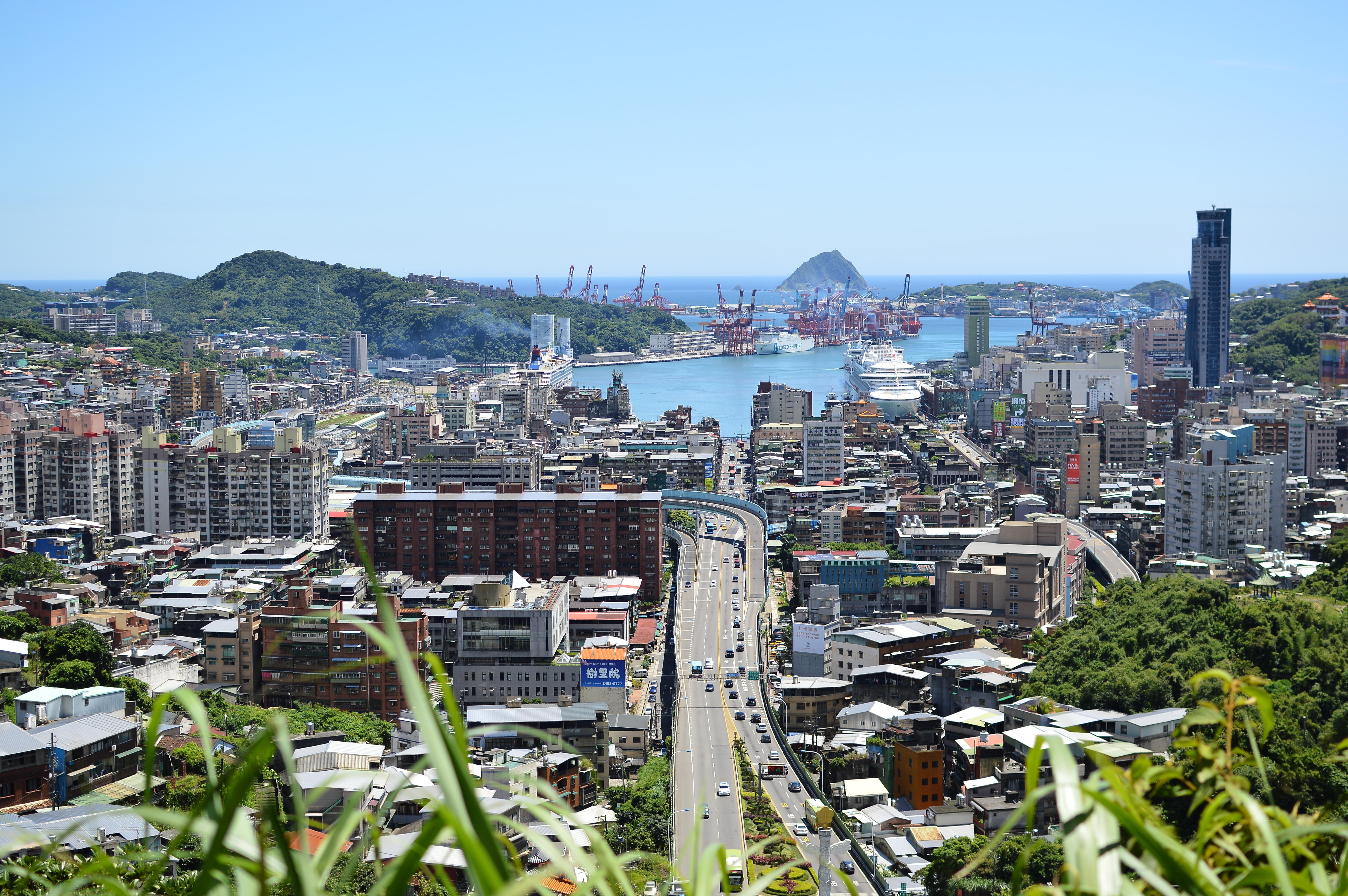
Цзілун

У провінції Тайвань існує три міста провінційного підпорядкування.
| Назва   | Китайська писемність | Прапор | площа (км²) | населення (чол.) |
| ------- | -------------------- | ------ | ----------- | ---------------- |
| Синьчжу | 新竹市               |        | 104,1526    | 415 344          |
| Цзілун  | 基隆市               |        | 132,7589    | 384 134          |
| Цзяї    | 嘉義市               |        | 60,0256     | 272 390          |

### Повіти
Всього на Тайвані існують 13 повітів:
- Їлань
- Мяолі
- Наньтоу
- Піндун
- Пенху
- Синьчжу
- Тайдун
- Гуалянь
- Цзяї
- Чжанхуа
- Юньлінь
- Ляньцзян
- Цзіньмень

## Збройні сили

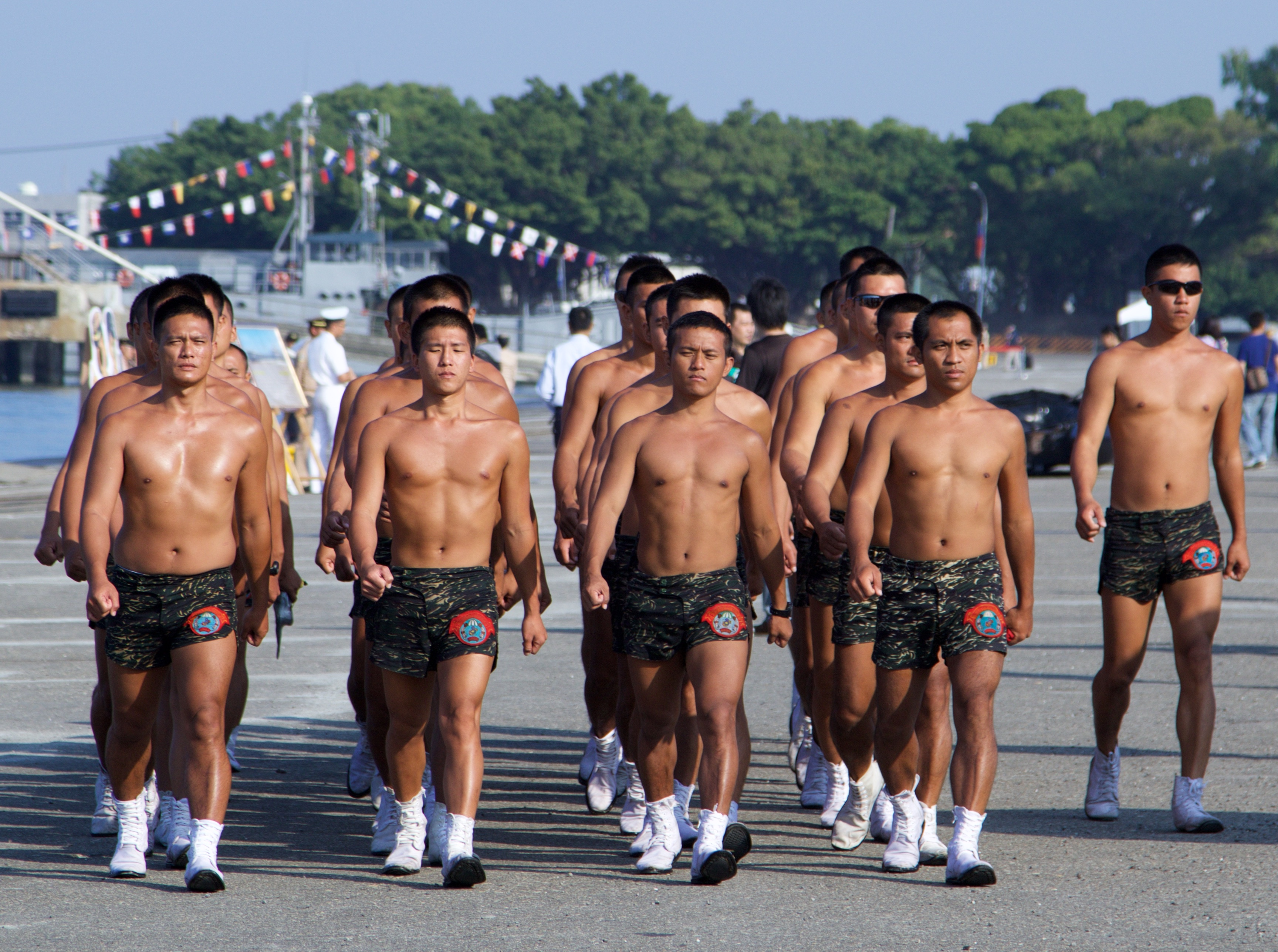
Морська піхота ВМС Республіки

Складаються з сухопутних військ, військово-морських сил і військово-повітряних сил.
Призовний вік і порядок комплектування: всі громадяни Китайської Республіки чоловічої статі, віком 19—35 років, в обов'язковому порядку, призиваються на дійсну військову службу строком на 1 рік (з 2009 року; раніше — 14 місяців); допускається добровільна служба для жінок; служба у ВПС для жінок обмежується лише небойовими посадами; граничний вік для військовослужбовця армійського резерву — 30 років; Міністерство оборони Китайської Республіки заявило про свій намір, починаючи з 2010 року, скоротити число призовників до збройних сил, шляхом збільшення чисельності солдатів професійної служби на 10 % щорічно, призов раніше буде здійснюватися для проходження альтернативної служби, або 3—4 місячного курсу військової підготовки (2009).
Військові витрати — відсоток від ВВП: 2,2 % (2006) — 75-те місце в світі.

## Економіка

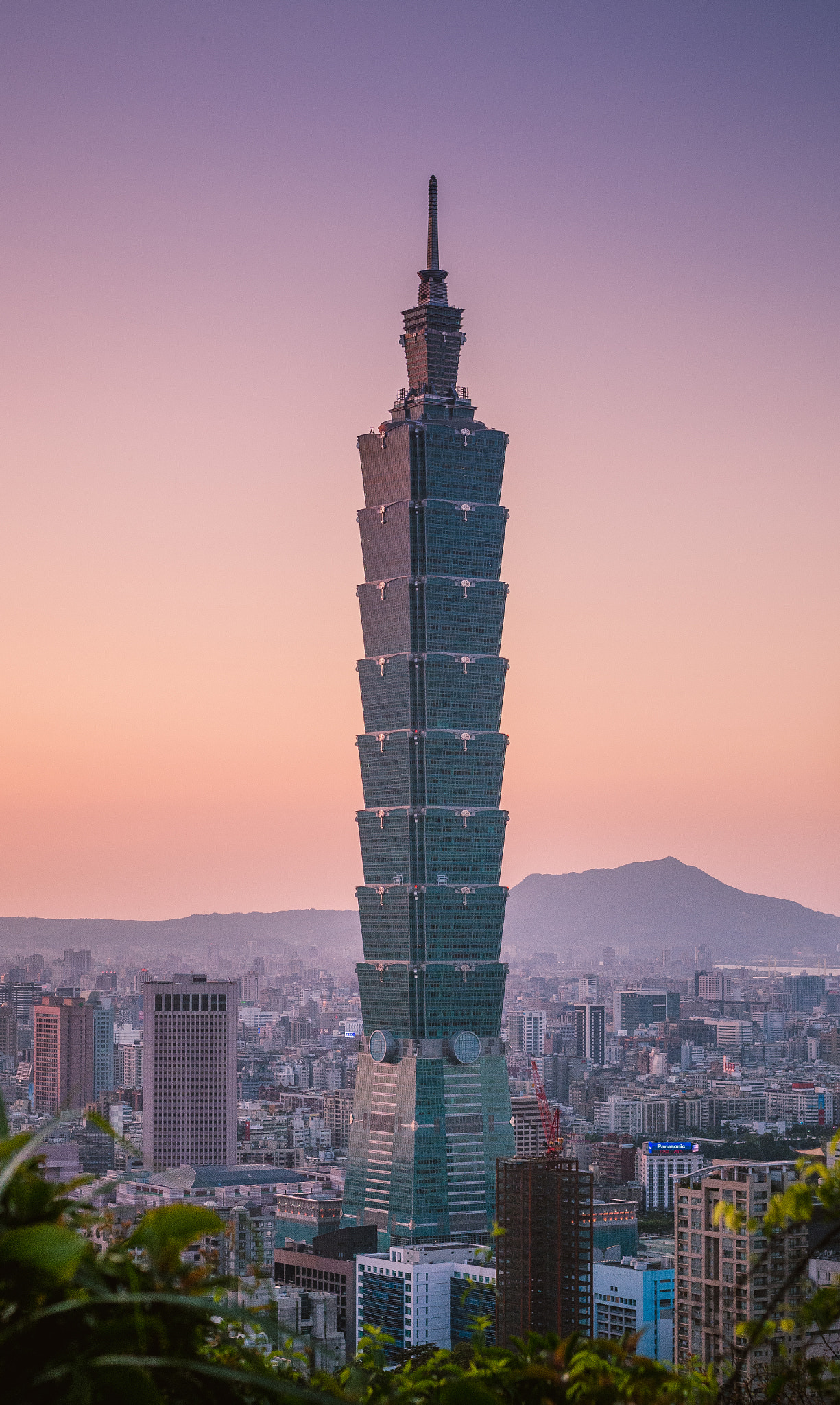
Тайбей 101 — символ успіхів Тайванської економіки

Будучи одним із чотирьох «азійських тигрів», вона є 26-ю за величиною економікою у світі. Новітні технології відіграють ключову роль у промисловості країни.
У Республіці Китай на високому рівні перебувають свобода слова, охорона здоров'я, освіта, економічні свободи тощо.
Експорт (вивіз): текстиль, сталь, пластмаси, електроніка, харчові продукти.

## Населення

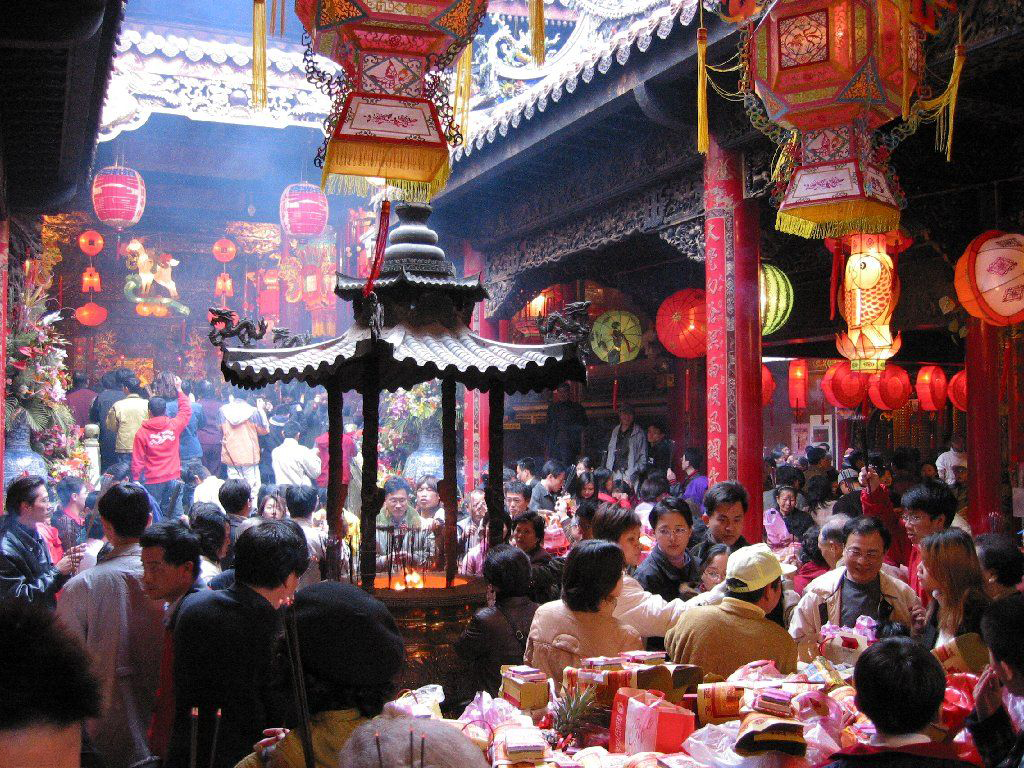
Храм Луншань, Тайбей

### Чисельність і розміщення
Населення Тайваню станом на 2011 рік оцінювалося у 23 415 126 осіб (оцінка). На 2022 рік населення 23 580 712 осіб (оцінка). Оскільки площа Тайваню становить 35 980 км², то щільність населення дорівнює 644,5 особи на км². Це 15-те місце в світі за щільністю населення, і друге в Азії (після Бангладеш), якщо не брати до уваги держав з територією меншою, ніж у Тайваню. Західне узбережжя острова заселено набагато щільніше, ніж східне. Приріст населення у 2006 році склав 0,61 %.
Велика частина населення Тайваню живе в міських агломераціях. Найбільші з них Новий Тайбей (6 607 115 осіб), Гаосюн (2 752 008), Тайчжун — Чжанхуа (2 161 327), Таоюань (1 814 437), Тайнань (1 237 886), Сіньчжу (671 464) та Цзяї (373 417). Усі вони розташовані на західному узбережжі острова Тайвань. Найбільші міста (станом на 2009 рік: Тайбей (2 620 273), Гаосюн (1 526 128), Тайчжун (1 067 366), Тайнань (768 891), Сіньчжу (396 983), Цзілун (390 299), Цзяї (272 718).

### Етнічний склад і мови
98 % населення Тайваню — етнічні китайці (хань), 2 % — аборигени-«гаошань» (найдавніше населення острова Тайвань), що говорять тайванськими мовами австронезійської сім'ї. Офіційна мова — мандаринська (гоюй), але більшість населення говорить на інших діалектах китайської, тайванській і хакка. Мови аборигенів не мають офіційного статусу і поступово зникають. Тайвань використовує традиційні китайські ієрогліфи.

### Релігія
94 % населення є послідовниками буддизму, даосизму і конфуціанства, менш 4,5 % — християнства або ісламу.

## Цікаві факти
Республіку Китай визнали 23 держави з сумарним ВВП, що складає лише 28 % від ВВП самої Китайської Республіки.Станом на січень-2024 державний суверенітет Тайваню визнає лише 12 країн:
Маршаллові Острови;
Палау;
Тувалу;
Есватіні;
Ватикан;
Беліз;
Парагвай;
Гватемала;
Гаїті;
Сент-Кіттс і Невіс;
Сент-Люсія;
Сент-Вінсент;
Гренадини.
Останній офіційний гарнізон США покинув Тайвань у 1979 році, коли Вашингтон переключив формальне дипломатичне визнання з Тайбея на Пекін, хоча в торішніх повідомленнях ЗМІ йшлося про невеликі розгортання.

## Міжнародні відносини

### Відносини зі США
20 грудня 2023 року згідно з повідомленням американської телемережі NBC Глава КНР Сі Цзіньпін прямо сказав президенту США Джо Байдену, що прагнутиме «возз'єднати Тайвань з материковим Китаєм». Те ж саме Сі Цзіньпін заявив у новорічному зверненні та повідомив, що «возз'єднання» Китаю з Тайванем неминуче.

### Відносини з Україною
Українсько-тайванські відносини носять обмежений характер. Оскільки 1992 року Україна в рамках політики одного Китаю встановила дипломатичні стосунки з Китайською Народною Республікою (Китаєм), це виключає визнання Республіки Китай.
В Україні відсутній представницький офіс Тайваню, тому консульські питання вирішує представництво у Варшаві. Для громадян України обов'язковою умовою для відвідування Тайваню є наявність у закордонному паспорті тайванської візи.
22 квітня 2022 року Тайвань анонсував значну допомогу для України. Востаннє країни співпрацювали на такому рівні 1957 року. Напередодні, 15 березня МЗС Тайваню оголосило про допомогу розміром 11,5 млн доларів для українських біженців.
Ukraine+Taiwan Forum — українська неурядова платформа, частина ЛДЛУ, має на меті адвокацію українсько-тайванських відносин.